# Olivier Cotte (ski acrobatique)
Cet article concerne un skieur acrobatique français. Pour le scénariste de bande dessinée, historien du cinéma d'animation, réalisateur et écrivain, voir Olivier Cotte.
Olivier Cotte, né le 10 septembre 1972 à Voiron, est un skieur acrobatique français, spécialisé dans l'épreuve des bosses.

## Biographie
Débutant à 12 ans, Olivier Cotte intègre l'équipe de France à 15 ans. Il remporte sa première épreuve de Coupe du monde le 11 février 1993 à La Clusaz. Il est médaillé de bronze aux Championnats du monde de ski acrobatique 1993 à Altenmarkt im Pongau et se classe quatrième des Jeux olympiques d'hiver de 1994 à Lillehammer. Il enchaîne ensuite les blessures (ligaments croisés, ligament latéral à plusieurs reprises, ménisque, rein, rotule) avant de mettre un terme à sa carrière et devenir entraîneur puis organisateur de compétitions de ski acrobatique.

## Palmarès

### Jeux olympiques d'hiver
- Jeux olympiques d'hiver de 1994 à Lillehammer (Norvège) :
  - 4e en bosses
- Jeux olympiques d'hiver de 1998 à Nagano (Japon) :
  - 20e en bosses

### Championnats du monde de ski acrobatique
- Championnats du monde de ski acrobatique de 1993 à Altenmarkt im Pongau (Autriche) :
  -  Médaille de bronze en bosses.

### Coupe du monde de ski acrobatique
- Troisième du classement général des bosses : 1993.
- 2 victoires dans les épreuves de coupe du monde.